# Dublin South (kiesdistrict)
Dublin South is een voormalig kiesdistrict in de Republiek Ierland voor de verkiezingen voor Dáil Éireann, het lagerhuis van het Ierse parlement. Het district omvatte het zuiden van het graafschap en hoort tot de meer welvarende delen van het land. Het district heeft bestaan van 1921 tot 1948 én van 1981 tot en met de verkiezingen van 2011.

Bij de verkiezingen in 2007 woonden er 89.197 kiesgerechtigden die 5 leden voor de Dáil konden kiezen.
Grote verliezer bij de verkiezingen in 2007 was de Progressive Democrats. De vice-leider van de partij, Liz O'Donnell verloor haar zetel. Fianna Fáil wist haar 2 zetels te behouden, de Ierse Groenen haalden opnieuw 1 zetel, terwijl Fine Gael de zetel van O'Donnell wisten te bemachtigen en op 2 zetels kwamen.